# Taşova
Taşova (türkisch für Steinebene) ist eine Kreisstadt und ein İlçe (Landkreis) der türkischen Provinz Amasya. Die Kreisstadt beherbergt mehr als 37 Prozent der Landkreisbevölkerung.
Der Landkreis ist der zweitgrößte der Provinz und grenzt im Osten an den Landkreis Erbaa (Provinz Tokat), im Westen an die Landkreise Amasya und Ladik (Provinz Samsun), im Norden an den Landkreis Çarşamba (Provinz Samsun) und im Süden an Turhal (Provinz Tokat). 15 km entfernt liegt der Borabay Gölü. Administrativ wird der Kreis in die Kreisstadt sowie in 63 Dörfer (Köy) gegliedert, von denen 22 mehr Einwohner als der Durchschnitt haben. Durchschnittlich wird jedes Dorf von 300 Menschen bewohnt, das ist der höchste Durchschnitt von allen Landkreisen der Provinz. Alpaslan (1139) und Uluköy (1093) sind die einzigen Dörfer des Landkreises, die mehr als 1000 Einwohner haben.
Die Bevölkerungsdichte ist mit 31 Einwohnern je Quadratkilometer in etwa halb so hoch wie der Provinzwert (60 Einw. je km²). Der städtische Bevölkerungsanteil (türk. Şehir Nüfus) liegt bei über 37 Prozent.

## Geschichte
Taşova gehörte seit der Republikgründung 1923 bis 1944 zum Landkreis Erbaa (Provinz Tokat). Damals hieß es noch Yemişenbükü. Am 4. August 1944 wurde es zum Landkreis erklärt. 1953 wurde Taşova von Tokat getrennt und der Provinz Amasya eingegliedert.